# Rivière aux Canards (rivière du Sault aux Cochons)
Pour les articles homonymes, voir Canard (homonymie).
La rivière aux Canards est un affluent de la rivière du Sault aux Cochons, coulant sur la rive nord-ouest du fleuve Saint-Laurent, dans le territoire non organisé Lac-au-Brochet, dans la municipalité régionale de comté (MRC) de La Haute-Côte-Nord, dans la région administrative de la Côte-Nord, dans la Province de Québec, au Canada. Le cours de la rivière aux Canards traverse le canton de Bayfield (partie supérieure de la rivière) et de Miller (partie inférieure).
À partir de la route 138, une route forestière remonte par la rive sud la vallée de la rivière du Sault aux Cochons, jusqu’à la décharge (venant du nord) du Lac Atisocagamac. De là, cette route forestière enjambe la rivière du Sault aux Cochons pour remonter vers le nord dans un segment plus ou moins en parallèle à cette dernière rivière. Puis cette route forestière emprunte la vallée de la rivière aux Canards qu’elle remonte sur toute sa longueur et rejoindre le village de Labrieville, ainsi que les barrages de la rivière Betsiamites.
La foresterie constitue la principale activité économique du secteur ; les activités récréotouristique, en second.
La surface de la rivière aux Canards est habituellement gelée de la fin novembre au début avril, toutefois la circulation sécuritaire sur la glace se fait généralement de la mi-décembre à la fin mars.

## Géographie
Les principaux bassins versants voisins de la rivière aux Canards sont :
- côté nord : lac Wapouche, lac Rousseau, lac Dubuc, réservoir Pipmuacan, rivière Desroches, rivière Betsiamites ;
- côté est : rivière Isidore Ouest, rivière Isidore Est, lac Isidore, lac Beaudin ;
- côté sud : rivière du Sault aux Cochons, lac du Grand Portage, rivière la Loche ;
- côté ouest : rivière du Sault aux Cochons, lac La Corne, lac des Caribous[2].

La rivière aux Canards prend sa source à l’embouchure du Lac Saindon (longueur : 1,7 km ; altitude : 479 m), en zone forestière. Ce lac qui chevauche les cantons de Du Thet et de Bayfield, est caractérisé par deux parties lesquelles sont démarquées par des îles au centre du lac. Un sommet de montagne (altitude : 609 m est situé à 0,5 km à l'est du lac.
À partir de l’embouchure du lac aux Clams, la rivière aux Canards coule entièrement en zones forestières sur 11,0 km selon les segments suivants :
- 1,9 km vers le sud notamment en traversant sur 0,7 km la partie sud-est du lac aux Perles (longueur : 3,3 km ; altitude : 427 m) ;
- 5,1 km vers le sud, notamment en traversant sur 0,8 km le Lac de la Truite (longueur : 1,1 km ; altitude : 400 m) ;
- 0,6 km vers le sud, jusqu'à la confluence de la rivière Sault aux Cochons[2].

La rivière aux Canards se déverse au fond d’une baie (longueur : 0,5 km dans la partie nord du Lac du Grand Portage (longueur : 1,8 km ;
altitude : 391 m) lequel est traversé vers le sud-est par la rivière du Sault aux Cochons dans le territoire non organisé de Lac-au-Brochet. À partir de son embouchure, le courant de la rivière aux Canards traverse ce dernier lac vers le sud jusqu’au barrage à son embouchure, située dans la partie sud du lac.
Cette confluence de la rivière aux Canards est située à :
- 72,1 km au nord-ouest de la confluence de la rivière du Sault aux Cochons et du fleuve Saint-Laurent ;
- 86,8 km au sud-est de l’embouchure de la rivière Betsiamites ;
- 92,6 km au nord-ouest du centre du village des Escoumins ;
- 123,2 km au sud-est du centre-ville de Baie-Comeau[2].

## Toponymie
Le toponyme rivière aux Canards a été officialisé le 15 juillet 1970 à la Banque des noms de lieux de la Commission de toponymie du Québec.